# Cristobal Gilharry
Cristobal „Chris” Gilharry (ur. 2 września 1980 w Corozal) – belizeński piłkarz występujący na pozycji obrońcy, obecnie zawodnik Police United.

## Kariera klubowa
Gilharry rozpoczynał swoją karierę piłkarską w zespole FC Belize z siedzibą w mieście Belize City. Już w swoim premierowym sezonie 2006/2007 wywalczył z tą drużyną tytuł mistrza kraju, pełniąc rolę jednego z podstawowych zawodników ekipy. Sukces ten powtórzył również kilka miesięcy później, podczas rozgrywek 2007. W jesiennym sezonie 2009 po raz pierwszy został za to wicemistrzem Belize, zaś drugie wicemistrzostwo kraju zanotował w rozgrywkach 2013. Bezpośrednio po tym sukcesie został zawodnikiem klubu Police United ze stołecznego Belmopanu.

## Kariera reprezentacyjna
W 2007 roku Gilharry został powołany przez brazylijskiego selekcjonera Antonio Carlosa Vieirę na Puchar Narodów UNCAF. Właśnie w tych rozgrywkach, 8 lutego w przegranym 1:2 meczu fazy grupowej z Salwadorem, zadebiutował w seniorskiej reprezentacji Belize. Na tym turnieju rozegrał w sumie dwa spotkania, zaś jego kadra po komplecie trzech porażek odpadła z niego już w fazie grupowej. Dwa lata później po raz kolejny wziął udział w Pucharze Narodów UNCAF, podczas którego pozostawał jednak rezerwowym zespołu i wystąpił zaledwie jednokrotnie, a Belizeńczycy, prowadzeni wówczas przez szkoleniowca Renana Couoha, podobnie jak poprzednio odpadli z rozgrywek w fazie grupowej. W 2013 roku znalazł się w składzie na kontynuację Pucharu Narodów, Copa Centroamericana, gdzie ponownie pełnił funkcję alternatywnego zawodnika, rozgrywając trzy spotkania, wszystkie jako rezerwowy, a jego kadra zajęła czwartą lokatę, najwyższą w historii swoich występów w tym turnieju.
W 2013 roku Gilharry został awaryjnie powołany przez amerykańskiego trenera Iana Morka na Złoty Puchar CONCACAF, zastępując Elroya Kuylena, który ze względu na brak wizy nie mógł się udać wraz z resztą zespołu do Stanów Zjednoczonych. Podczas turnieju wystąpił w jednym spotkaniu, zaś Belizeńczycy, debiutujący wówczas w tych rozgrywkach, zanotowali komplet trzech porażek i odpadli ze Złotego Pucharu już w fazie grupowej.